# Vincenzo Chiodi
Vincenzo Chiodi (Brescia, 22 gennaio 1913 – ...) è stato un calciatore italiano, di ruolo mediano.

## Carriera
Cresciuto nel Brescia, ha giocato due stagioni nel Siena dal 1934 al 1936, la prima in Prima Divisione e la seconda in Serie B.
Passato al Brescia, anche con le rondinelle due stagioni di Serie B. Esordisce con i bresciani il 1º novembre 1936 nella partita Brescia-Cremonese (1-2), in cui ha anche realizzato l'unica sua rete tra i cadetti.

## Palmarès

### Club

#### Competizioni nazionali
- Prima Divisione: 1

Siena: 1934-1935